# Contré
Contré település Franciaországban, Charente-Maritime megyében. Lakosainak száma 136 fő (2022. január 1.). Contré Aulnay, Néré, Saint-Mandé-sur-Brédoire, Villemorin és Vinax községekkel határos.

## Népesség
A település népességének változása:
| Lakosok száma | 201  | 171  | 165  | 148  | 123  | 137  | 145  | 140  | 138  | 136  |
|               | 1968 | 1982 | 1990 | 2006 | 2013 | 2015 | 2017 | 2019 | 2020 | 2022 |